# Infanterie-Division Pommernland
Die Infanterie-Division Pommernland war eine deutsche Infanterie-Division des Heeres im Zweiten Weltkrieg mit Standort in Köslin im Wehrkreis II.

## Divisionsgeschichte
Die Division entstand durch die Umbenennung der Infanterie-Division Köslin im Februar 1945. Sie war waffentechnisch schlecht ausgestattet, besaß z. B. weder Artillerie noch Panzerabwehrwaffen.
Die Division musste sich nach einigen Kampfhandlungen u. a um Schievelbein und als Bestandteil der provisorischen Korpsgruppe von Tettau (gemeinsam mit der Infanterie-Division Bärwalde) in den Dievenow-Brückenkopf zurückziehen und für abziehende deutsche Verbände sichern. Zu Beginn des Fronteinsatzes der Division war die Korpsgruppe von Tettau der 11. SS-Panzerarmee zugeordnet, ab März der 3. Panzerarmee.
Im März 1945 erfolgte die Verlegung in den Raum Rehberg. Aufgrund ihrer starken Dezimierung bei vorangegangenen Kämpfen mit der Roten Armee wurde der Verband am 13. März 1945 bei Rehberg aufgelöst.

## Gliederung
- Regiment Pommernland 1
- Regiment Pommernland 2
- Regiment Pommernland 3
- Artillerie-Regiment Pommernland

## Kommandeur
- Oberst Peter Sommer: Februar 1945
- Generalleutnant Alexander von Zülow (1890–1948): Februar 1945 bis März 1945, ehemaliger Kommandeur der 83. Infanterie-Division
- Oberst Henning von Witzleben (* 1905): März 1945